# حوار النهر
حوار النهر  قرية سوريّة تتبع إداريّاً لمحافظة حلب منطقة أعزاز ناحية مارع، بلغ تعداد سكانها 540 نسمة حسب التعداد السكاني لعام 2004.